# Montréal Canadiens
Montreal Canadiens je hokejaški klub iz Montreala u pokrajini Quebec u Kanadi. 
Znani su kao i les Habitants i the Habs.
Igrali su u Nacionalnoj hokejaškoj asocijaciji (National Hockey Association) od 1909. do 1917. godine.
Jedan su od utemeljitelja NHL lige 1917. godine.
Više puta su mijenjali divizije u kojima su se natjecali. 
Domaće klizalište: Centre Bell.
Klupske boje: crvena, bijela i plava

## Uspjesi
- Stanleyev kup 1916., 1924., 1930., 1931., 1944., 1946., 1953., 1956., 1957., 1958., 1959., 1960., 1965., 1966., 1968., 1969., 1971., 1973., 1976., 1977., 1978., 1979., 1986. i 1993.

## Poznati igrači i treneri
- John Kordic

## Vanjske poveznice
Montreal Canadiens